# Rinaldo de Médicis
Pour les articles homonymes, voir Médicis (homonymie).
Rinaldo de Médicis, né en 1934 en Belgique, est un scientifique spécialisé en cristallographie médicale, professeur associé de la Faculté de médecine et des sciences de la santé de l'Université de Sherbrooke.  Il est décédé à Sherbrooke le 13 février 2018[réf. nécessaire].

## Biographie
Rinaldo de Médicis a commencé sa carrière comme cristallographe RX des minéraux. Il a notamment caractérisé une nouvelle forme de sulfure de fer.
Il s’est ensuite intéressé aux microcristaux du liquide synovial et a développé en collaboration avec le Dr André Lussier, un laboratoire de détection clinique des synovites, basée sur les propriétés optiques des microcristaux. Il a développé avec le groupe du Dr Patrice Poubelle à l’Université Laval (Québec, Canada) un modèle d’activation des neutrophiles par les cristaux d’urate, qui leur ont permis de mettre en évidence le mécanisme d’action de la colchicine. Il est l'auteur de plus de quarante articles scientifiques et d'un Atlas de cellules et des cristaux du liquide synovial avec son collaborateur: le Dr. André Lussier.